# Długopole Górne
Długopole Górne (in tedesco Oberlangenau) è un villaggio nel comune urbano-rurale di Międzylesie, all'interno del distretto di Kłodzko nel Voivodato della Bassa Slesia, nella Polonia sud-occidentale.
È situato a circa 10 km a nord di Międzylesie, 23 km a sud di Kłodzko e 103 km a sud di Breslavia. Il villaggio ha una popolazione di 670 abitanti.
Ha dato i natali al pittore tedesco Paul Hoecker.

## Posizione
Długopole Górne è un villaggio strada disomogeneo che si sviluppa su circa 3 km di lunghezza lungo la sponda del fiume Nysa Kłodzka, all'interno del comune urbano-rurale di Bystrzyca Kłodzka, tra Długopole-Zdrój a nord e Domaszków a sud, ad un'altitudine di circa 360-390 m s.l.m.

## Storia
La fondazione di Długopole Górne risale all'incirca tra la fine del X secolo e l'inizio dell'XI secolo, come testimoniato dalla presenza di una recinzione fortificata ancora esistente, l'unica ad oggi nota del primo periodo medievale nella valle di Kłodzko. All'epoca esistette solo una parrocchia, una delle più antiche della vallata. Come villaggio, Długopole Górne fu menzionato per la prima volta nel 1346 in relazione al trasferimento della signoria locale dal castello di Szczerba, situato a Gniewoszów. La posizione del villaggio lungo la via principale del commercio le permise di svilupparsi molto rapidamente.